# Museo ebraico di Bologna
Il museo ebraico di Bologna ha sede in via Valdonica 1/5, nel centro di Bologna, nell'area dell'antico ghetto.
Inaugurato il 9 maggio 1999, il Museo è gestito da una apposita Fondazione, promossa dal Comune di Bologna, dalla comunità ebraica di Bologna, dall'Associazione Amici del Museo e sostenuta dalla Provincia di Bologna (diventata Città Metropolitana), dalla Regione Emilia-Romagna e dall'Istituto per i Beni Artistici, Culturali e Naturali della Regione Emilia-Romagna.
È diviso in tre sezioni:
1. un museo permanente che delinea la storia millenaria degli ebrei dall'antichità fino all'epoca contemporanea, con particolare riferimento alla loro presenza a Bologna e in Emilia-Romagna;
2. uno spazio per mostre temporanee, incontri, dibattiti e attività didattiche per i bambini, inclusa dal 2001 una libreria;
3. un centro di documentazione che comprende una biblioteca specializzata di oltre 2000 volumi e postazioni informatiche per il pubblico dei visitatori.

Il museo, che nel 2000 è stato premiato dell'Associazione Design Industriale come miglior allestimento museale per la comunicazione del 1999, ha una specifica vocazione didattica ed informativa. Durante tutto il corso dell'anno, e specialmente in connessione con il Giorno della memoria a gennaio e la Giornata Europea della Cultura Ebraica a settembre, offre un intenso calendario di incontri, conferenze, presentazioni di libri, concerti, e visite guidate. Il museo promuove anche la pubblicazione di libri sulla storia degli ebrei e sul patrimonio artistico e culturale ebraico in Emilia-Romagna.